# Ангелы Борселлино
Ангелы Борселлино (итал. Gli angeli di Borsellino) — снятый в 2003 году режиссёром Рокко Чезарео итальянский фильм, рассказывающий о жизни в Сицилии в период между убийствами сицилийских судей Джованни Фальконе и Паоло Борселлино.

## Сюжет
Полицейский телохранитель Эмануэла отвечает за сопровождение судьи Паоло Борселлино.

## В ролях
- Бриджитта Бокколи: Эмануэла Лои
- Бенедикта Бокколи: сестра Эмануэлы
- Тони Гаррани: Паоло Борселлино
- Пино Инсеньо: Агостиньо Каталано
- Алессандро Прете: Эдди Козина
- Винченцо Феррера: Винченцо Ли Мули
- Кристиано Моррони: Клаудио Траина
- Франческо Гуццо: Антонио Вулло
- Себастьяно Ло Монако: главный инспектор
- Эрнесто Майе: Винченци